# Nemoria spurca
Nemoria spurca är en fjärilsart som beskrevs av Claude Herbulot 1982. Nemoria spurca ingår i släktet Nemoria och familjen mätare. Inga underarter finns listade i Catalogue of Life.